# 아이린 카라
아이린 카라(Irene Cara, 1959년 3월 18일 ~ 2022년 11월 25일)는 미국의 싱어송라이터, 댄서, 배우이다.